# Kristian Flittie Onstad
Kristian Flittie Onstad (Oslo, 9 maggio 1984) è un calciatore norvegese, difensore del Tomrefjord.

## Carriera

### Club
Flittie Onstad iniziò la sua carriera professionistica nel Lyn Oslo. Esordì nell'Eliteserien il 19 agosto 2001, nella partita tra Lyn Oslo e Stabæk. Dopo aver totalizzato più di 70 apparizioni per il Lyn Oslo, si trasferì ai danesi dell'Esbjerg, dove rimase per tre stagioni.
Prima dell'inizio dell'Eliteserien 2009, passò in prestito al Brann. Debuttò il 16 marzo dello stesso anno, nella prima partita di campionato contro il Sandefjord, in cui la sua squadra uscì sconfitta per 3-1. Al termine del prestito, fu svincolato dall'Esbjerg. L'8 gennaio 2010 firmò un contratto triennale con lo Stabæk.
Ad agosto 2010 passò al Raufoss. Nel 2011 fu in forza all'Ullensaker/Kisa. Il 3 aprile 2013, fu messo sotto contratto dal Mjøndalen. Il 29 dicembre 2013 passò al Moss, firmando un contratto valido a partire dal 1º gennaio 2014.

### Nazionale
Flittie Onstad disputò 34 partite nella Norvegia under 21, mettendo a segno 2 reti. Il primo incontro lo giocò il 14 gennaio 2003, contro il Brasile under 21, ed terminò con un pareggio per 1-1. Il 15 gennaio 2004 realizzò la prima marcatura, ai danni del Giappone under 21, ma furono gli asiatici ad imporsi per 2-1.
L'ultima apparizione fu datata 2 settembre 2006, nella sfida contro l'Armenia under 21, in cui gli scandinavi furono sconfitti per 1-0.

## Palmarès

### Club

#### Competizioni giovanili
- Norgesmesterskapet G19: 1

Lyn Oslo: 2001